# Karosh Taha

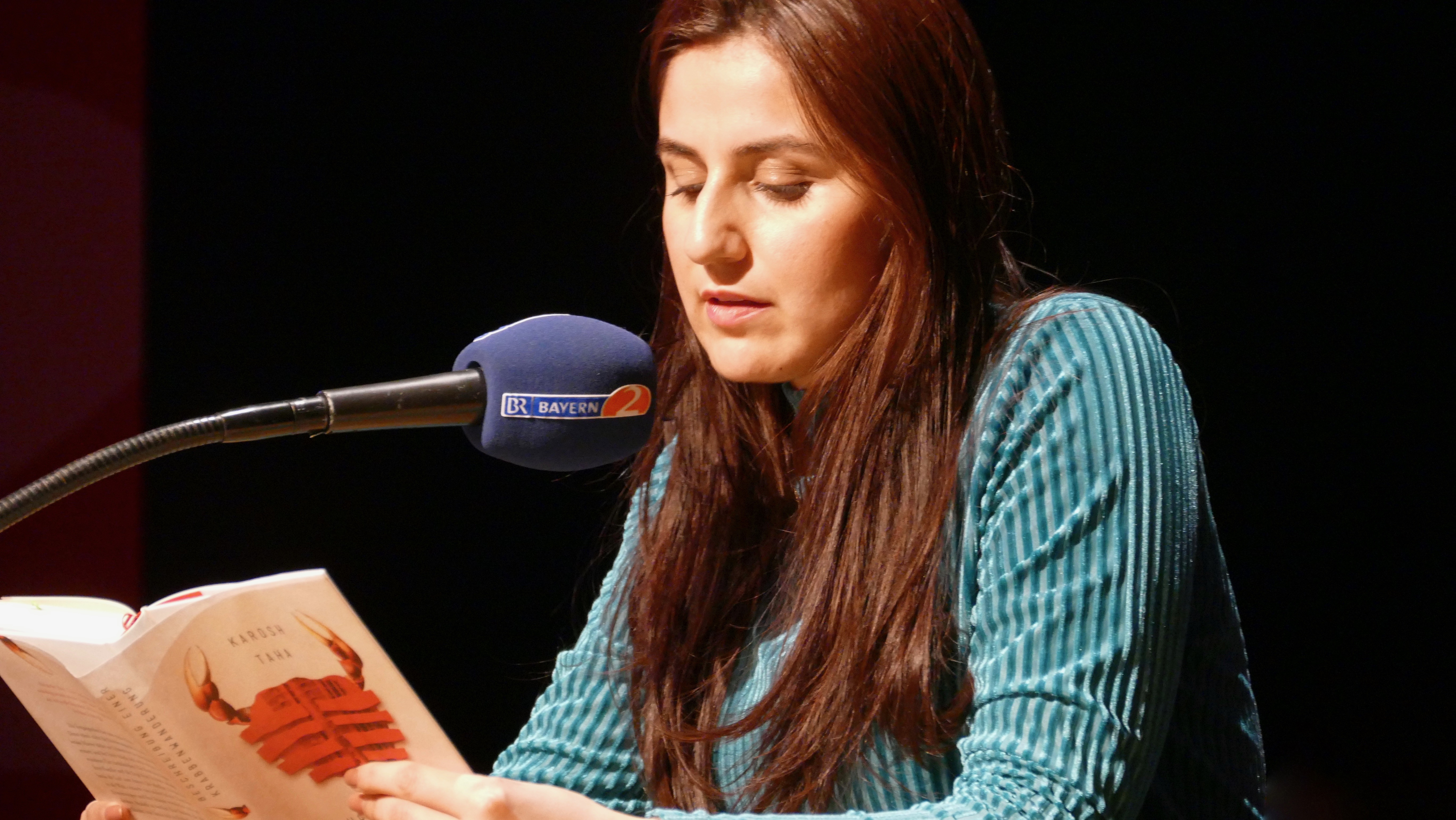
Karosh Taha 2018-ban

Karosh Taha, német-kurd írónő 1987-ben Irakban, Zaxóban született. Kilencéves korában költözött át családjával Németországba, a Ruhr-vidékre és Duisburgban nőtt fel. Biztos állás érdekében angol nyelvet és történelmet tanult. Amerikában is tanult félévet, majd visszatérve gimnáziumi tanár végzettséget szerzett és megkezdte gyakorlatát egy essen-i iskolában.
2018-ban jelent meg az első regénye Egy rákvándorlás leírása címmel, majd két évvel később kiadták második regényét (Im Bauch der Königin). Jelenleg harmadik művéhez gyűjt anyagot. Irodalmi munkásságáért több díjat és ösztöndíjat is elnyert. Az írás mellett helyettesítő tanárként is dolgozik, hiszen mindkét hivatás nagyon fontos számára.
Már iskolás kora óta Sandra Cisneros írónő az írói példaképe, aki egyik fontos képviselője a Chicana feminista mozgalomnak. Szülei nyelvtudás hiányában nem olvashatják műveit, de ez egyúttal egyfajta szabadságot is jelent Tahának, aki azért ír, hogy beszéd helyett írásban fejezhesse ki magát.

## Díjak
Bár első kötete még csak pár éve jelent meg, Karsoh Taha máris több neves irodalmi díjjal és jelöléssel büszkélkedhet. Ezek a következők:

### 2018
- NRW országok Irodalmi Díja
- jelölés az Ulla-Hahn-Díjra
- jelölés az Krachnisteiner Irodalmi Díjra
- LCB ösztöndíj

### 2019
- Heinrich-Heine-Ösztöndíj
- Kunststiftung NRW Ösztöndíj
- Hohenemser Irodalmi Díj
- Német Irodalmi Pénzalap Ösztöndíja
- Rolf-Dieter-Brinkmann-Ösztöndíj 2019

### 2021
- Alfred Döblin-medál az Im Bauch der Königin című regényéért

## Média
Karosh Taha több közösségi oldalon is megtalálható, mint például az Instagram vagy a Twitter. Facebook oldal viszont nem található róla, ennek ellenére számtalan poszt született a munkásságáról ezen az oldalon is. Az Instagrammon nem oszt meg sok személyes fotót, inkább részleteket mutat be a könyveiből.
Az újságok gyakran írnak Karosh Taharól, mint például a Berliner Zeitung vagy a Frankfurter Rundschau. Az írónőt általában a könyveiről kérdezik. Sok interjú megtalálható róla a legnagyobb videómegosztó portálon, a YouTube-n, ahol az írónő az életéről és a munkásságáról mesél. Másrészt sok olyan videó van, ahol maga az írónő olvas fel saját művéből, A királynő hasában (Im Bauch der Königin) című könyvéből.

## Regényei

### Beschreibung einer Krabbenwanderung
“A történet emlékeim valós eseményein alapul. Saana Keyjala”
Ez a nehéz olvasatú migrációs regény egy álommal kezdődik, amely a vörös rákokról szól. A rákféléknek megvan az a rossz szokásuk, hogy megnehezítik egymás számára az életet. Egy rák sokkal könnyebben ki tudna mászni a kosárból, ha nem lennének ott a többiek, akik visszatartják. A regényben újra meg újra felbukkannak a vörös rákok. Van, hogy álom formájában, olykor emlékképként: a rákok vándorlásának képe magyarázatul szolgál a törekvésre, amit a főszereplő is érez, hiszen a rákok egy jobb élet reményében elhagyják otthonukat. Karosh Taha regényében egy fiatal kurd tanulólány, Sanaa, vágyairól ír, aki meg szeretne szökni saját családjából, abból a kosárból, ahol kurd rokonaival él, szabadulni vágyik. A család egy nyugatnémet város egyik toronyházában lakik. Asija, Sanaa édesanyja depressziótól szenved és Sanaa nagynénje, Khalida, aki minden nap a házuk fotelében ülve dohányzik, pletykál és fecseg, az illem állítólagos őrének érzi magát, megpróbálja manipulálni Sanaa-t. Pszichológiai nyomást helyez rá és mágikus gondolkodással próbálja őt a kurd szerepnormákba erőltetni, amely normák egy megtervezett esküvőt is magába foglalnak. A könyv újra és újra ugyanazt a folyamatot mutatja be, a nagynéni látogatását, a menekülést az egyetemről, a kilátástalanság érzését, illetve kételkedést abban, hogy valaha is el tud menni a toronyház univerzumából, hiszen Sanaa nem képes feladni édesanyját. Lázad, szabadságot és függetlenséget akar, de úgy érzi a családja által a bevándorlók börtönébe zárták. Még az idősebb bevándorló-generációból származó férfiak is bénítottnak tűnnek: Agid nagybácsi kizárólag a saját kézzel felvett, Irakban készített házassági videókat visszanézve boldog, az édesapja, Nasser, aki az idő múlásával összetört, legtöbbször távol van. Tekintve, hogy Sanaa szülei, mint nevelők vagy gondoskodók teljesen kiesnek a képből, Sanaa minden felelősséget a nyakába vesz – mindenekelőtt búskomor édesanyja és a pubertás korban lévő húga, Helin gondozását, aki sehol nem áll meg, magányos és dühös. Sanaa az egyetemen tanul és egyszerre két férfivel van kapcsolatban, a szexben a biztonság érzését keresi, meg akar feledkezni önmagáról. Ez a viselkedés akár titkos válaszként is felfogható az önmegtartóztató szexualitásra: a szex kétségbeesett elterelési kísérlet, a poligámia kulturális lázadás. A könyv egy híres irodalmi motívumot is tartalmaz: a gyermekek lázadását az idősebb generáció tradíciói ellen. A mű végére kiderül, hogy Sanaa nem az elfelejtett rákgyermek, aminek mindig is tartotta magát, illetve, hogy nem ő szabadítja fel családját, hanem éppen ellenkezőleg. A regény egy hihető, a migráció utáni életről szóló történet, ami a gyökértelenné válás fájdalmáról, két kultúra ütközéséről és a helykeresés vágyáról szól.

#### Főszereplők
Sanaa: A könyv főszereplője a 22 éves egyetemista, Sanaa, aki szüleivel és húgával, Helinnel él. A család bevándorló, Irakból menekültek Németországba néhány éve. Habár Sanaa megpróbál kiegyensúlyozott életet élni, nehezére esik megtalálni az egyensúlyt a két kultúra között.
Asija: Sanaa édesanyja súlyos depressziótól szenved, amely abban mutatkozik meg, hogy egész nap zokog, éjszakánként pedig a holdat bámulja.
Nasser: Sanaa édesapja, aki a család Németországba való menekülésének mozgatórugója volt. A megérkezés után nem tölt be centrális szerepet a család életében, hiszen mindig távol van.
Khalida: Sanaa nagynénje, aki ugyanabban a toronyházban lakik, mint Sanaa családja, csupán egy emelettel feljebb. Egy igazi naplopó, aki egész nap csak ül és dohányzik.

#### Központi témák és motívumok
Szexualitás: A könyvben a szexualitás az egyik legfontosabb téma. Taha úgy használja a nyelvet, hogy a szexualitást egy poétikus módon prezentálja: „A szemei még mindig félig nyitva vannak, a légzése ritmikus, az ajkai nyugodtak, mintha csak a szexről álmodna. “
Depresszió: A depresszió ugyancsak egy központi motívuma a regénynek, amely direkt vagy indirekt módon minden szereplő életében megjelenik. Sanaa története egy csodás példa arra, hogy őseink élete hogyan befolyásolja saját életünket. A kihívások és nehézségek, amikkel meg kellett küzdeniük, hatással vannak ránk.
Új Nő (New Woman-feminista elképzelés): A könyvben Sanaa Új Nőként jelenik meg, aki a társadalmi elvárásoknak nem kíván megfelelni. Egyszerűen csak szeretne megszabadulni a kötött hagyományoktól és az elavult értékektől, amelyek szerint a nőnek háziasszonyként kell helytállnia. A célja, hogy magas végzettséget szerezzen, amelynek köszönhetően központi szerepet tölthet be a társadalomban.

### Im Bauch der Königin
Karosh Taha második regénye 2020-ban jelent meg a Dumont Verlag gondozásában, Im Bauch der Königin címmel. A regény két részből áll, s az olvasó maga döntheti el, milyen sorrendben olvassa ezeket. A szereplők nevei ugyanazok a két részben, de más tulajdonságokkal bírnak és más élethelyzetben vannak. Az elbeszélő, az egyik részben Amal, a másikban Raffiq, egyes szám első személyben mondja el a történetet.

#### Amal nézőpontja

##### Cselekmény
A regény ezen részében a főszereplő Amal, aki az iskolában fiús, olykor agresszív viselkedése miatt a Mogli-Mädchen (Maugli-lány) nevet kapja. Családja Kurdisztánból költözött Németországba, egy jobb élet reményében. Az apa számára ez az új élet visszalépést jelent, ezért úgy dönt, visszaköltözik Kurdisztánba. Amal apa nélkül nő fel, de érettségi után meglátogatja apját és annak új családját. Keresi önmagát, ebben pedig segítségére van Younes, akivel hasonló helyzetük révén válnak barátokká.
Főszereplők
Amal: Amal a történet elbeszélője, a többi szereplőt is az ő szemszögéből ismeri meg az olvasó. Fontos érték számára a magabiztosság, amit apjától tanult, de agresszióján, apjával, valamint Younesszel való kapcsolatán keresztül sebezhetősége is megmutatkozik. Küzd a társadalom elvárásai ellen, de anyja többször figyelmezteti, hogy nőként nehezebb és bonyolultabb a helyzete, éppen ezért kialakít egy saját képet a nőiességről, amely eltér a társadalom s anyja elvárásaitól.
Younes: Younes Amalhoz hasonlóan apa nélkül nő fel. Miután apja elhagyja a családod, minden nap a járdán ülve várja, hátha mégis visszajön. A környéken lakó fiúk gúnyt űznek belőle, a hátát használják „kapunak”, mikor fociznak. Provokálják, ám Younes nem tesz semmit. Az iskolában szégyenlős, ám Amallal megértik egymást. Amal szerint nem szerelem, ami köztük van, a lány mégis féltékeny, mikor Younes beleszeret valaki másba.
Amal anyja: Kurdisztánban tanárként dolgozott, ám Németországban nem talál állást. Ennek ellenére nem szeretne visszaköltözni, mivel úgy gondolja, Németországban lányának jobb élete lehet.
Amal apja: Sokat foglalkozik Amallal, de a németországi élet kompromisszumot jelent neki: a családjával lehet, de nehézségei vannak a nyelvvel és nem tud építészként dolgozni, mint Kurdisztánban. Sokat veszekednek Amal anyjával, így a költözésének személyes és szakmai okai is vannak.
Shahira: Younes anyja, a környék „királynője”. Shahira egyfajta példakép Amal számára, akivel mindenről lehet beszélni. Csapodár életmódjával kivívja a környéken élők nemtetszését, de Amal egy szabad nőt lát benne, hiszen az életét nem a társadalom elvárásai szerint éli.  

##### Főbb témák
Nemi szerepek: A regényben különösen hangsúlyos a társadalom elvárásai (hosszú haj, melltartó viselése, szőrtelenítés) és Amal saját, nőiességről alkotott képe közti különbség.
Család: Amal többször is elgondolkozik azon, hogy vajon miért hagyta el őket az apja, milyen hatással van ez az ő életére, s ő mennyiben felelős apja költözéséért.
Interkulturalitás: Amal Németországban nő fel egy kurd családban, de német iskolába jár, s német barátai is vannak. A többnyelvűség nehézségei és a két kultúra közti különbségek visszatérő témák a regényben.
Szexualitás: A regényben a szexualitás a szabadsággal függ össze. Shahira szexuális szabadság elve szembe kerül azzal a társadalmi normával, mely szerint a nők nem lehetnek a szabad szexualitás hívei anélkül, hogy környezetük elítélné őket.

#### Raffiq nézőpontja

##### Cselekmény
Ez a regényrész egy fiatal fiúról, Raffiqról szól. Nem csak őt, de a családját, a barátait és a környezetét, a negyedet is megismerjük és ezáltal egy igen konkrét képet kapunk a fiatalságról, fiatalokról, akik migrációs háttérrel rendelkeznek. A történet kezdetén egy boxedzésen vagyunk, ahol nem csak magukat a fiatalokat, de az edzőjüket is megismerjük, aki a kultúrák közti kapcsolatot jeleníti meg a műben. Ezután Raffiq életére helyeződik a hangsúly. Van egy húga, a szüleivel él a negyedben, ahol az összes barátja is. A legjobb barátja Younes. Ő nem igazán ismeri az édesapját (mivel még kiskorában elhagyta őt és az anyukáját), valamint az édesanyjával, Shahirával való kapcsolata sem teljesen zökkenőmentes. Első sorban azért, mert a nőt a negyedben „mindenki ismeri” – főleg a férfiak. Raffiq számára a legjobb barátja mellett a barátnője Amal is nagyon fontos, aki érettségi után Chicagoban akar továbbtanulni. Ez a terv vezet ahhoz, hogy a két fiatal útjai elválnak egymástól, de negatív érzelmek nélkül. Ez is mutatja, hogy egyfajta nevelődési regényről van szó. A fiatalok az élet egy fontos fordulópontja előtt állnak, nevezetesen az érettségi előtt, és ki kell találniuk, mit is akarnak a jövőjükkel kezdeni, mit akarnak a jövőben elérni. Ebben Raffiq számára a szülei sem nyújtanak sok segítséget, akik az őket ért igazságtalanságok és a jobb élet reményének elvesztése következtében vissza akarnak költözni Irakba. A regényben tehát mindig újabb és újabb kérdéseket állít az olvasó elé a szerző, nem csak az életben elérhető boldogságra, de a családra vonatkozóan is. Ez nincs máshogy Younes esetében sem, aki a több lehetőség reményében Frankfurtba (az édesapjához) költözik. A történet végére megtapasztalhatjuk és megérthetjük, hogy a két fiú barátsága olyan erős és fontos, hogy Raffiq egy nagy konfliktus ellenére is barátját választja, és fordítva: Younes a barátjával megkezdendő közös jövő mellett dönt.

##### Főszereplők
Raffiq: Raffiq a történet mesélője, így a történéseket és a szereplőket az ő perspektívájából ismerjük meg. A szüleivel szemben tisztelettudó. Első alkalommal ez akkor inog meg kicsit, mikor ellentmond szüleinek, mivel édesapja vissza akar költözni Irakba. A kishúgával igen szeretetteljes. Ezt a leginkább abban a jelenetben látjuk, mikor szobájában vigasztalja testvérét szüleik veszekedésekor: megpróbálja elmagyarázni neki, ez teljesen természetes, az emberek olykor vitáznak, de ez nem jelenti, hogy ne szeretnék egymást. Némiképp céltalan karakter. Nem igazán tudja önállóan eldönteni, mit is akar kezdeni az életével, inkább csak igazodik barátaihoz, közülük is Amalhoz és Youneshez. Számára fontos, ők mit csinálnak, hol képzelik el a jövőjüket, így ez motiválja tetteit. Ezzel a céltalansággal ellentétben ugyanakkor egyfajta önbizalom is jellemzi. Ez a szülei, Amal és Younes oldaláról kissé hamisnak hathat, ám a fiúk (a többi barátja) részéről cseppet sem. Velük tényleg magabiztos és határozott, ami abból is fakadhat, hogy a fiúk tisztelik őt és mindig adnak véleményére.
Younes: Ő Raffiq legjobb barátja. Az édesanyja Shahira. A vele való viszonya kettősnek mondható: szereti ugyan az anyját, ám nem tiszteli – vagyis a tetteit nem tiszteli – ebből adódóan pedig kissé távolságtartó vele szemben. Édesapja Salman Zaxoy. Kezdetben egyfajta vágyódásról beszélhetünk Younes oldaláról az apja felé, hiszen jobban meg akarja ismerni. Ezen kívül egyfajta menekülési lehetőség is lehet számára, menekülés az anyjától, ebből az életből , közegből. A történet végére azonban ez a vágyódás gyűlöletté válik, amikor látja, hogyan beszél az apja édesanyjáról (mekkora elítéléssel), és hogy mennyire nem érdekli őt Younes. A baráti társaság Raffiqhoz hasonlóan őt is tiszteli, ám egy kicsit másképp. Ez a tisztelet abban rejlik, hogy Younes nagy és erős. Mindemellett vonzó és titokzatos is, hiszen igen hallgatag, keveset beszél, így mások (Raffiq kivételével) keveset tudnak meg a múltjáról, érzéseiről.
Shahira: Younes édesanyja, egyedül nevelte fiát.  A volt férje Salman Zaxoy. Jegyeladóként dolgozik egy moziban, tehát van állása, így el tudja tartani magát és a fiát. Nem csak financiálisan jellemzi önállóság; igen független karakter: nem függ a férfiaktól, a negatív véleményektől (amik a személyét és az életstílusát érintik). Ezzel a függetlenséggel párhuzamban a magabiztosság is jellemzi, ami talán annak is köszönhető, hogy a negyedben sokak számára a vágy tárgyát képzi. Ezzel szemben ő magát cseppet sem látja a férfiak játékszereként, és fordítva sem. Szabadon megéli a szexualitást, úgy, ahogy azt ő akarja. Külsőleg csinos, hosszú fekete haja van, a körmeit legtöbbször pirosra festi.
Amal: Raffiq barátnője (az érettségi partiig). Keveset beszél az édesapjáról, hiszen ő nem a családdal él, amit így számára édesanyja és öccse jelent. Feminista és független. Egy barátnője, Jenny az, akitől némiképp függ – vagy csupán igen fontos neki –, ezért akar vele Chicagoba költözni érettségi után. Az önbizalom is jellemző rá, hiszen konkrét tervei vannak a jövőjére nézve, amikért tesz is. Példaként áll előtte Shahira alakja, akit az igazi nőiesség megtestesítőjeként lát. Shahirához hasonlóan öltözködik és a körmét is gyakran pirosra festi.

##### Főbb témák
Szexualitás: A szexualitás ebben a regényrészben kétoldalúan jelenik meg: mint tabu a családi közegben és pont ellenkezőleg, mint a mindennapok természetes része (főleg Shahira alakján keresztül). Az érzéseket és a gondolatokat a szexualitásról Raffiq nézőpontjából ismerjük meg, hiszen ő az elbeszélő, ezzel együtt tehát egy fiatal fiú/férfi perspektíváját látjuk. Őt az édesapja figurája ellensúlyozza, amikor az Ezeregy éjszakából mesél fiának. Egyáltalán nem beszél szabadon erről a témáról. A szexualitás kérdésköre Raffiq oldaláról két nővel szemben fontos, két nő van rá nagyobb hatással ezen a téren: Amal és Shahira. Amalt szépnek látja, szerelmes belé. Ebből adódóan igen konkrét képet kapunk (főleg az érettségi partin) a lányról: egyrészt érzékien írja le, másrészt pedig szeretetteljesen. Shahira mindenek előtt nem mint anyafigura jelenik meg Raffiq életében, hanem sokkal inkább mint a vágy tárgya, az unszimpátia ellenére is, ami feltehetőleg az otthon tapasztalt gondolatoknak és hozzáállásnak köszönhető, nevezetesen: Shahira rossz. Ezzel ellentétben azonban Raffiq igenis szépnek és kívánatosnak tartja.
Generációs/generációk közötti konfliktusok: A generációk közötti konfliktusok Raffiq és szülei (főleg édesapja) kapcsolatán keresztül mutatkozik meg, vagyis a nem egyező véleményeiken keresztül. Raffiq édesapja vissza akar költözni Kurdisztánba, mivel a remélt boldogságot és sikert nem sikerült beteljesítenie Németországban. Ebben pedig nagy szerepet játszott a nyelv ismerete, vagyis annak hiánya. Ezzel szemben Raffiq úgy látja, hogy édesapja ugyanezen nehézség elé állítaná őt a költözéssel, hiszen Kurdisztánban az lenne ő, ami apja Németországban: idegen, aki nem beszéli a nyelvet. A költözéssel a Németországban már megszerzett lehetőségeket is elvesztené, és ugyanazokon a problémákon kellene átjutnia, mint szüleinek, mikor Németországba költöztek. Megéri-e tehát eldobni mindazt, amit a gyermekünknek kiharcoltunk az új hazában, a személyes boldogulásunkért? Valóban más, mint mi vagy ő is mindig csak idegen marad? És lehet-e valaki idegen a szülei otthonában?
Nyelv/nyelvezet, nyelvhasználat: A nyelvezetnek elsősorban abban van igen fontos szerepe, hogy megmutatja, ki melyik csoporthoz, réteghez tartozik a műben. Vagy összekötő, vagy pedig elválasztó elemként jelenik meg a generációk között, amikhez más-más szempontok, szempontrendszerek tartoznak. A fiatalok oldaláról egyfajta fiatalos nyelvezet jelenik meg: előfordulnak szidalmazó kifejezések, szleng, de olyan konnotációk is, melyek csak az adott kontextusban értelmezhetőek. A szülők generációjának nyelvhasználata egy igen fontos problémát rejt magába. Egyrészt az integráció kérdését: mennyire lehet integrálódni egy új országban. Másrészt pedig a nyelvismeret fontosságát és ezzel összefüggésben az önbizalmat. Hiszen egy nyelv alapos ismerete nélkül hiányzik az önbizalom, és a jobb élet reménye is szerte tud foszlani.
Intertextualitás: Ebben a regényrészben direkt utalás olvasható az Ezeregy éjszakára. Raffiq apja ebből a gyűjteményből mesél gyerekeinek. Kapunk egy történetet a történeten belül, mely párbeszédben áll az őt körbevevő kerettel. Ugyanaz a kérdéskör jelenik meg mindkettőben: a szexxualitás. Előáll tehát a kérdés, hogy melyik figura melyik személynek feleltethető meg, kivel áll párhuzamban és ellentétben: kit állíthatunk Shahira alakja mellé? A királyt, aki leszámol áldozataival az élvezet után, vagy Seherezadéval a vágy tárgyával? És hogyan jellemezhető ezen két karakter viszonya, és ezzel párhuzamosan Shahira kettősségének, két oldalának egymáshoz való viszonya? A szexualitás kérdéskörén kívül felidéződik még a a továbbmesélés toposza.